# Yasmine Abderrahim
Pour les articles homonymes, voir Abderrahim.
Yasmine Abderrahim (en arabe : ياسمين عبد الرحيم) née le  16 avril 1999  à Béjaïa (Algérie), est une joueuse de volley-ball algérienne,,,.

## Clubs
| Club                  | Pays    | De        | À         |
| --------------------- | ------- | --------- | --------- |
| ASW Béjaïa            | Algérie | 2016-2017 | 2017-2018 |
| Istres Ouest Provence | France  | 2018-2019 | 2020-2021 |
| Pays d'Aix Venelles   | France  | 2021-2022 | 2023-2024 |
| Olympiakos Le Pirée   | Grèce   | 2024-2025 | en cours  |

## Palmarès

### En club
- Finaliste de la coupe d'Algérie en 2018 avec l'ASW Béjaïa
- Vice-championne de France Élite en 2019 avec l'Istres Ouest Provence Volley-Ball
- Finaliste de la coupe de France amateur en 2018 avec l'Istres Ouest Provence Volley-Ball

- Finaliste de la Coupe de France en 2021 avec l'Istres Ouest Provence Volley-Ball
- Supercoupe de Grèce 2024 avec l'Olympiakos Le Pirée
- Coupe de Grèce 2025 avec l'Olympiakos Le Pirée
- Championnat de Grèce  2025  avec l'Olympiakos Le Pirée

### En équipe nationale
- Médaillée d'argent du Championnat d'Afrique des moins de 20 ans en 2013 et 2015
- Médaillée de bronze du Championnat d'Afrique des moins de 18 ans en 2014